# Военно-воздушные силы ЮАР
Военно-воздушные силы Южно-Африканской Республики (англ. South African Air Force, африк. Suid-Afrikaanse Lugmag) — вид вооружённых сил ЮАР.

## Боевой состав
| Обозначение формирования или части | Вооружение и оснащение | Место расположения |
| ---------------------------------- | ---------------------- | ------------------ |
| Cheetah-C                          |                        |                    |
| Cheetah-D                          |                        |                    |
| Impala                             |                        |                    |
|                                    |                        |                    |
|                                    |                        |                    |
|                                    |                        |                    |

## Вооружение и военная техника
Данные о ВВТ ВВС ЮАР взяты из справочника Military Balance 2022.
| Тип                              | Производство    | Назначение                   | Количество      | Примечания                                                                   |                 |
| Боевые самолёты                  | Боевые самолёты | Боевые самолёты              | Боевые самолёты | Боевые самолёты                                                              | Боевые самолёты |
| -------------------------------- | --------------- | ---------------------------- | --------------- | ---------------------------------------------------------------------------- | --------------- |
| Saab JAS 39CSaab JAS 39D         | Швеция          | многоцелевой истребитель     | 179             | Поставлены с 1999, последние 4 в 2012 году.                                  |                 |
| Транспортные самолёты            |                 |                              |                 |                                                                              |                 |
| Lockheed C-130B Lockheed C-130BZ | США             | транспортный самолёт         | 2 4             |                                                                              |                 |
| Beech 300 King Air               | США             | транспортный самолёт         | 1               |                                                                              |                 |
| Douglas C-47TP                   | США             | транспортный самолёт         | 3               |                                                                              |                 |
| CASA C-212-200                   | Испания         | транспортный самолёт         | 2               |                                                                              |                 |
| Cessna Citation II               | США             | административный самолёт     | 2               |                                                                              |                 |
| Dassault Aviation Falcon 900     | Франция         | административный самолёт     | 2               |                                                                              |                 |
| Pilatus PC-12                    | Швейцария       | общего назначения            | 1               |                                                                              |                 |
| Пассажирские самолёты            |                 |                              |                 |                                                                              |                 |
| Boeing 737-700BBJ                | США             | пассажирский самолёт         | 1               |                                                                              |                 |
| Dassault Falcon 50               | Франция         | пассажирский самолёт         | 2               |                                                                              |                 |
| Dassault Falcon 900              | Франция         | пассажирский самолёт         | 1               |                                                                              |                 |
| Учебные самолёты                 |                 |                              |                 |                                                                              |                 |
| BAE Systems Hawk 120             | Великобритания  | учебно-боевой                | 24              |                                                                              |                 |
| Pilatus PC-7 Mk II               | Швейцария       | учебно-тренировочный         | 35              |                                                                              |                 |
| Вертолёты                        |                 |                              |                 |                                                                              |                 |
| Denel AH-2A Rooivalk             | ЮАР             | ударный вертолёт             | 11              | 5 единиц модернизированы до уровня Block 1F                                  |                 |
| Super Lynx 300                   | Великобритания  | лёгкий транспортный вертолёт | 4               |                                                                              |                 |
| Atlas A/C Co. Oryx               | ЮАР             | транспортный вертолёт        | 36              | Французский вертолёт Aérospatiale SA 330 Puma по лицензии производился в ЮАР |                 |
| Agusta A109LUH                   | Италия          | лёгкий транспортный вертолёт | 25              |                                                                              |                 |
| MBB BK 117                       | Германия        | лёгкий транспортный вертолёт | 8               |                                                                              |                 |

## Опознавательные знаки

Опознавательный знак ВВС ЮАР

### Эволюция опознавательных знаков ВВС ЮАР
| Опознавательный знак | Знак на фюзеляж | Знак на киль | Когда использовался                                                   | Порядок нанесения              |
| -------------------- | --------------- | ------------ | --------------------------------------------------------------------- | ------------------------------ |
|                      |                 |              | 1920 годы                                                             |                                |
|                      |                 |              | до 1940 южноафриканские ВВС использовали символику ВВС Великобритании |                                |
|                      |                 |              | 1940 — 1951                                                           |                                |
|                      |                 |              | 1951 — 1958                                                           |                                |
|                      |                 |              | 1958 — 1967                                                           |                                |
|                      |                 |              | 1967 — 1968                                                           | знак на киль мог не наноситься |
|                      |                 |              | 1968 — 1981                                                           | знак на киль мог не наноситься |
|                      |                 |              | 1981 — 1982                                                           | знак на киль мог не наноситься |
|                      |                 |              | 1982 — 1994                                                           | знак на киль мог не наноситься |
|                      |                 |              | 1994 — 2003                                                           |                                |
|                      |                 |              | с 29 апреля 2003 года по настоящее время                              |                                |

## Знаки различия

### Генералы и офицеры
| Категории               | Генералы | Генералы           | Генералы      | Генералы          | Старшие офицеры | Старшие офицеры    | Старшие офицеры | Младшие офицеры | Младшие офицеры | Младшие офицеры   | Младшие офицеры   |
| ----------------------- | -------- | ------------------ | ------------- | ----------------- | --------------- | ------------------ | --------------- | --------------- | --------------- | ----------------- | ----------------- |
|                         |          |                    |               |                   |                 |                    |                 |                 |                 |                   |                   |
| Английское звание       | General  | Lieutenant General | Major General | Brigadier General | Colonel         | Lieutenant Colonel | Major           | Captain         | Lieutenant      | 2 nd Lieutenant   | Candidate Officer |
| Российское соответствие | нет      | Генерал-лейтенант  | Генерал-майор | нет               | Полковник       | Подполковник       | Майор           | Капитан         | Лейтенант       | Младший лейтенант | нет               |

### Сержанты и солдаты
| Категории               | Подофицеры        | Подофицеры | Подофицеры | Сержанты и старшины | Сержанты и старшины | Сержанты и старшины | Сержанты и старшины | Солдаты  | Солдаты |
| ----------------------- | ----------------- | ---------- | ---------- | ------------------- | ------------------- | ------------------- | ------------------- | -------- | ------- |
|                         | 30px              | 30px       | 30px       | 30px                | 30px                | 30px                | 30px                | 30px     | 30px    |
| Английское звание       | '                 | '          | '          | '                   | '                   | '                   | '                   | '        | нет     |
| Российское соответствие | Старший прапорщик | Прапорщик  | нет        | Старшина            | Старший сержант     | Сержант             | Младший сержант     | Ефрейтор | Рядовой |